# میکروکلین
میکروکلین  (به انگلیسی: Microcline) با فرمول شیمیایی K[AlSi3O8] از مجموعه کانی هاست و لومیناسانس کامل سیاه تیره دارد. کاربرد صنعتی گسترده‌ای دارد(صنایع سرامیک سازی) از واژه میکروکلین اقتباس شده‌است.(میکروس) محلول در HFو قلیاهای الکالن ٪ .۷۲K2O:۱۶٫۹۳٪ Al2O۳:۱۸٫۳۵٪ SiO۲:۶۴ باانکلوزیونهای Na,Fe,Ca,Rb برای اولین بار در لهستان کشف شد و از نظر شکل بلور: منشوری - قرصی شکل -، رنگ: سیاه - خاکستری - سبز - قرمز (مشابه آمازونیت)، شفافیت: شفاف - نیمه کدر، شکستگی: نامنظم، جلا: شیشه‌ای - صدفی، رخ: کامل - مطابق با سطح، سیستم تبلور: تری کلینیک و در رده‌بندی سیلیکات است همچنین خاصیت مغناطیسی ندارد و منشأ تشکیل آن پگماتیتی - ماگمایی - دگرگونی - است.
همایند کانی‌شناسی (پارانژ) آن خواص نوری - اشعه Xاورتوز - پلاژیوکلاز- مسکویت- بیوتیت- اورتوز- کوارتزهیدروترمالماکله است
کاربرد آن: کاربرد صنعتی گسترده‌ای دارد(صنایع سرامیک سازی)، از نظر ژیزمان بلوری - آگرگات دانه‌ای - توده‌ای فراوان است و بیشتر در آلمان غربی، نروژ، لهستان، روسیه، آمریکا، مکزیک، برزیل، هند، ژاپن و ماداگاسکار یافت می‌شود.
میکروکلین (kALSi308) یک سنگ آذرین مهمی است که از تکتو سیلیکات‌های معدنی تشکیل شده‌است. میکروکلین فلدسپات قلیایی پر پتاسیم می‌باشد. نوعی از میکروکلین حاوی مقدار کمی سدیم می‌باشند. که در گرانیت‌ها و پگماتیت‌ها رایج هستند.
میکروکلین‌ها در طول سرد شدن آهسته ارتوکلازها شکل می‌گیرند و در زمانیکه ارتوکلاز در دمای پایین تری است پایدارتر می‌باشد .
سانیدین که پلی مرف فلدسپات قلیایی است در دمای بالاتر پایداری دارد. میکروکلین می‌تواند شفاف – سفید –زرد گمرنگ –قرمز آجری – یا سبز باشد که عموماً با دو قلویی cross-hatch مشخص می‌شود که در نتیجه تبدیل ارتوگلار مونوکلینیک به میکروکلین تری کلینیک شکل میگیرد.
میکروکلین‌ها از لحاظ ترکیب شیمیایی همانند ارتوکلاز منوکلینیک می‌باشند اما بخاطر اینکه به سیستم تبلور تری کلینیک متعلق می‌باشند زاویهٔ بلور اندکی کمتر از زاویه قائم می‌باشد ازینرو اسم میکروکلین از یونانی به معنای انحراف کوچک است .
تماماً از مرتبهٔ تری کلینیک بهبود یافته از فلدسپات پتاسیم دار و دی مورف با ارتو کلاز می‌باشد.
میکروکلین در بسیاری از ویژگی‌های فیزیکی عیناً منطبق با ارتوکلاز می‌باشد که می‌تواند با آزمایش‌های نوری یا X-ray مشاهده شده در زیر میکروسکوپ پلازیران تشخیص داده بشوند. 
میکروکلین دوقلویی متعدد جزئی را ارائه میدهند که ساختاری شبیه شبکه فولادی را بی عیب است شکل می‌دهد.
پرتیت هم گونه‌ای میکروکلین یا ارتوکلاز به همراه ورقه نازک برون رسته آلبیت است.
سنگ آمازون یا آمازونیت گونه‌ای از میکروکلین زیبای سبز رنگ می‌باشد که به هیچ عنوان در حوضه آمازون پیدا نمی‌شود مکتشفین اسپانیایی که آن را نامگذاری کردند ظاهراً آن را با سنگ معدنی دیگری از آن منطقه اشتباه گرفتند.
بزرگترین مدرک تک تبلور از میکروکلین‌ها در معدن Devils hole beryl پیدا شده بود که اندازه‌ای در حدود 14 * 36 * 50 متر داشت. این میتوانست نمونه‌ای از بزرگترین بلور از هرگونه ماده برای مدت‌ها باشد .